# Isaías Andrada
Isaías Alejandro Andrada (San Martín, 12 febbraio 2003) è un calciatore argentino, difensore del Vélez Sarsfield.

## Caratteristiche tecniche
È un terzino destro.

## Carriera

### Club
È cresciuto nel settore giovanile del Vélez Sarsfield, con cui ha firmato il primo contratto professionistico il 4 ottobre 2019. 
Ha debuttato in prima squadra il 3 febbraio 2025 nell'incontro di Primera División perso 2-0 contro l'Instituto (C).

### Nazionale
Ha giocato nella nazionale argentina Under-16.

## Statistiche

### Presenze e reti nei club
Statistiche aggiornate al 18 marzo 2025.
| Stagione        | Squadra         | Campionato      | Campionato | Campionato | Coppe nazionali | Coppe nazionali | Coppe nazionali | Coppe continentali | Coppe continentali | Coppe continentali | Altre coppe | Altre coppe | Altre coppe | Totale | Totale | Totale |
| Stagione        | Squadra         | Comp            | Pres       | Reti       | Comp            | Pres            | Reti            | Comp               | Pres               | Reti               | Comp        | Pres        | Reti        | Pres   | Reti   |        |
| --------------- | --------------- | --------------- | ---------- | ---------- | --------------- | --------------- | --------------- | ------------------ | ------------------ | ------------------ | ----------- | ----------- | ----------- | ------ | ------ | ------ |
| 2025            | Vélez Sarsfield | PD              | 4          | 0          | CA              | 0               | 0               | CL                 | 0                  | 0                  | SA          | -           | -           | 4      | 0      |        |
| Totale carriera | Totale carriera | Totale carriera | 4          | 0          |                 | 0               | 0               |                    | 0                  | 0                  |             | -           | -           | 4      | 0      |        |

## Palmarès

### Competizioni nazionali

#### Club
- Campionato argentino: 1

Velez: 2024